# Al-Buwajr
Al-Buwajr (arab. البوير) – wieś w Syrii, w muhafazie Dara. W 2004 roku liczyła 713 mieszkańców.